# Альбрехт III (маркграф Бранденбургу)
Альбрехт III (нім. Albrecht III; бл. 1250 —1300) — маркграф Бранденбург-Зальцведеля у 1267—1300 роках.

## Життєпис
Походив з династії Асканіїв. Третій син Отто III, маркграфа Бранденбурзького, та Божени (доньки Вацлава I, короля Богемії). Народився близько 1250 року.
У 1267 році після смерті Отто III разом з братами Йоганом III, Отто V і Отто VI стає Бранденбург-Зальцведельським маркграфом. 1268 року пошлюбив доньку Хрістофера I, короля Данії.
З огляду на молодий вік не брав участі в управлінні до 1280 року. Своєї резиденцією обрав місто Старгард, неподалік між кордонів з Померанією. Проте швидко поступився лідерством старшому братові Отто V. У 1284 році стає одноосібним володарем Старгарду та Ліхену, поступившись іншими володіннями братам. Намагався дотримуватися гарних стосунків із сусідами. Для цього уклав шлюбні договори з володарями Мекленбургу та Польщі.
У 1298 року після смерті брата Отто V став головним в Оттонівській лінії Асканії. Втім розділив Бранденбург-Зальцведель зі своїм небожем Германом. У 1299 році заснував в Ліхені цистерціанський монастир. Того ж року продав міста Старгард з округою своєму зятю Генріху II, герцога Мекленбургу.
Помер Альбрехт III у 1300 році (точна дата невідома — 19 листопада або 4 грудня). Поховано в абатстві Ленін. Йому спадкував небіж Герман I.

## Родина
Дружина — Матильда, донька Хрістофера I Естрідсена, короля Данії.
Діти:
- Отто (до 1276—1299)
- Йоган (д/н—1299)
- Беатрікс (д/н—1314), дружина Генріха II, герцога Мекленбургу
- Маргарет (д/н—1315), дружина: 1) Пшемисла II, короля Польщі; 2) Альбрехта III, герцога Саксен-Лауенбургу